# Dendrobium chrysographatum
Dendrobium chrysographatum är en orkidéart som beskrevs av Oakes Ames. Dendrobium chrysographatum ingår i släktet Dendrobium, och familjen orkidéer. Inga underarter finns listade i Catalogue of Life.